# Cheilanthes guanchica
Cheilanthes guanchica är en kantbräkenväxtart som beskrevs av Carl Bolle. Cheilanthes guanchica ingår i släktet Cheilanthes och familjen Pteridaceae. Inga underarter finns listade.

## Bildgalleri

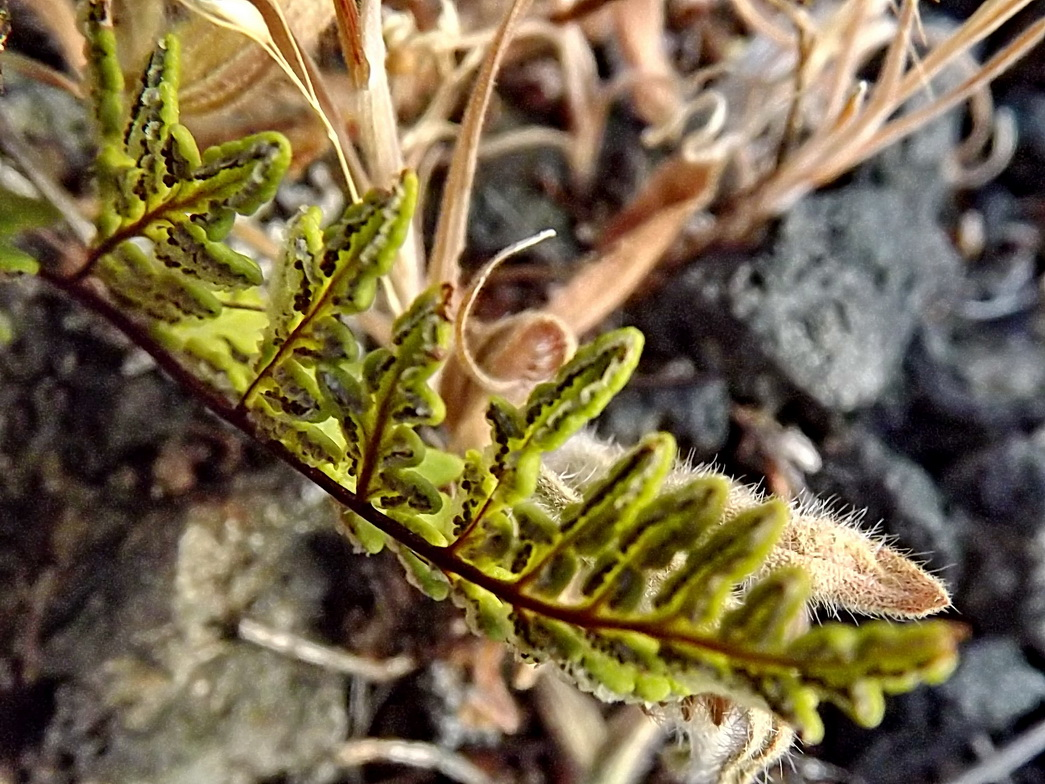